# الدوري البلغاري الممتاز 1950
الدوري البلغاري الممتاز 1950 (بالبلغارية: „А“ група 1950)‏ هو الموسم 26 من الدوري البلغاري الممتاز. أشرف على تنظيمه اتحاد بلغاريا لكرة القدم، وكان عدد الأندية المشاركة فيه 10، وفاز فيه ليفسكي صوفيا.